# Walter Washington (politico)
Walter Edward Washington (Dawson, 15 aprile 1915 – Washington, 27 ottobre 2003) è stato un politico statunitense, primo sindaco di Washington, dal 1975 al 1979.

## Biografia
Proveniente da una famiglia di schiavi, Washington nacque a Dawson nel 1915. Insieme alla sua famiglia, si trasferì in seguito a Jamestown, dove frequentò diverse scuole pubbliche. Si laureò in giurisprudenza alla Howard University.
Nel 1974 venne eletto primo sindaco di Washington e rimase in carica fino al 1979.

## Vita privata
Si sposò due volte: la prima con Bennetta Bullock nel 1942, col quale ebbe una figlia e con cui rimase sposato fino alla morte di lei avvenuta nel 1991, e la seconda con Mary Burke Nicholas, economista, nel 1994.